# Jahangir
Jahangir (dvs. Verdensherskeren, fulde navn: Nur-ud-din Muhammed Jahangir Padshah Ghazi, opr. Salim) (31. august 1569 – 28. oktober 1627) var indisk stormogul i perioden 1605-1627.
Han var stormogulen Akbars eneste legitime søn, viste tidligt politiske ambitioner og gjorde som provinsguvernør et par gange oprør mod faderen, men blev alligevel tilgivet og gjort til dennes efterfølger. Jahangirs egen regering var en fredstid bortset fra mindre grænsekampe og tronstrid i de senere år. Stort set bevarede mogulriget den udstrækning det havde nået under Akbars regering.
Jahangir synes generelt at have været en fredelig og i begyndelsen ansvarsfuld regent som fortsatte faderens tolerancepolitik og viste interesse for en ordentlig retspleje. Han havde imidlertid flere personlige svagheder, blev tidligt alkoholiker og senere narkoman og viste sig eftergivende over for intriger i hofkredsene. Specielt lod han sig fra 1611 dominere af sin persisk fødte hustru Nur Jahan som søgte at favorisere sin egen familie. I de senere år mødtes han derfor to gange af åbent oprør af sønnen Shah Jahan som søgte at blive tronfølger. En tid var Jahangir endda fanget af en oprørsk general men kom fri kort før sin død.
Trods sine mange svagheder er Jahangir husket som en meget kulturinteresseret regent. Han ansås for en stor kender af malerkunst og forsøgte sig også som digter, ligesom han opmuntrede arkitekturen. Desuden viste han sans for naturfænomener og zoologiske mærkværdigheder. Navnlig er han kendt for sine erindringer (Tuzuk-i-Jahangiri) som år for år beretter om hans liv og regering, ofte upålideligt i politisk henseende, men med mange interessante detaljer om hofliv og geografiske forhold. De er forbløffende åbenhjertige i deres skildring af hans svagheder og mere brutale sider.
Under Jahangir begyndte de nordeuropæiske kolonimagter deres første spæde fremstød i Indien, bl.a. grundlagde danskerne kolonien Trankebar.